# 保安局 (イギリス)

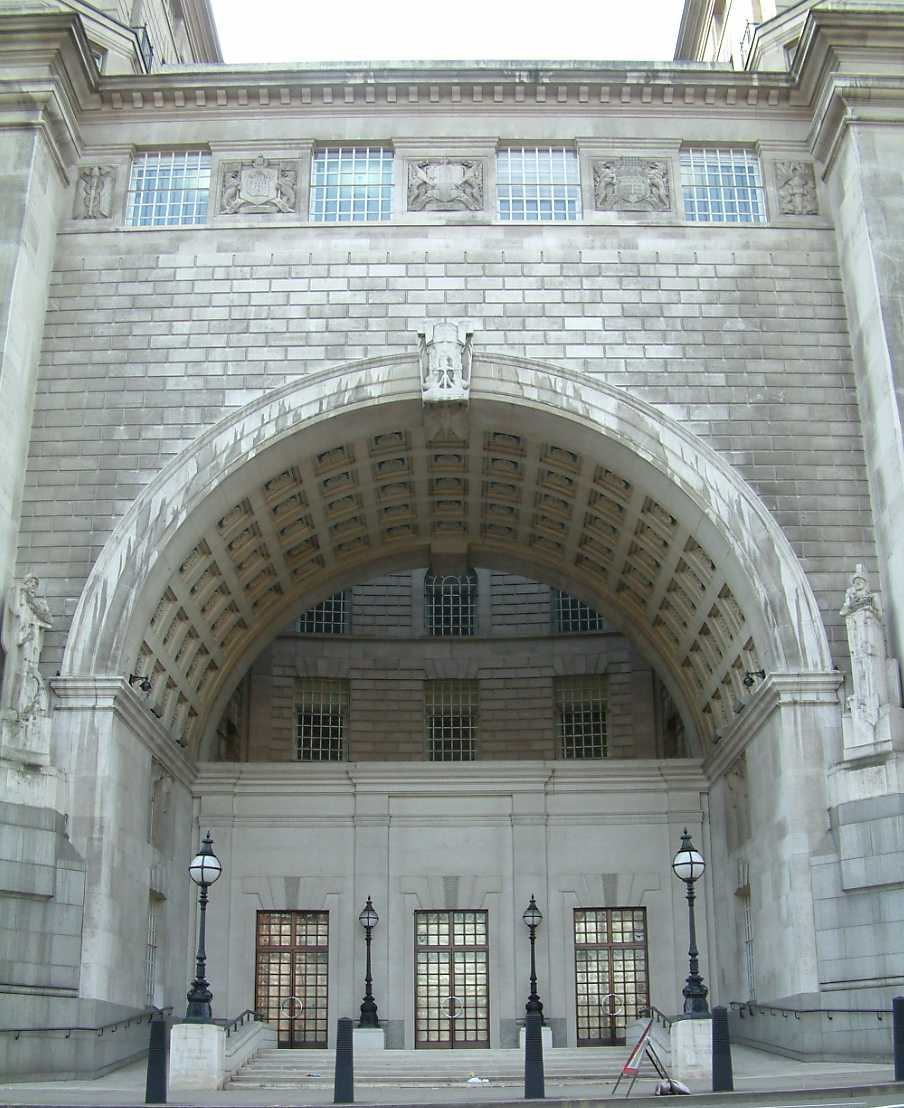
テムズハウス正門

保安局（ほあんきょく、Security Service、SS）は、イギリスの国内治安維持を担当する情報機関である。MI5（Military Intelligence Section 5、軍情報部第5課）として知られている。本部はロンドン シティ・オブ・ウェストミンスター ミルバンク11番 テムズハウス。
内務大臣の管轄下にあるが、内務省との組織上のつながりはなく、スパイやテロリストの逮捕は、ロンドン警視庁テロ対策指令部が担当している。日本における同種機関としては、公安調査庁が挙げられる。
なおMI5に対して、MI6の通称で知られているのは秘密情報部（英: Secret Intelligence Service、SIS）であり、国外の政治、経済及びその他秘密情報の収集、情報工作を任務としている。

## 組織
- 人事、教育、法務、財務部門
- 国際テロ対策部門
- 国家安全保障部門
- IRA対策、国内テロ対策部門
- 情報及び技術部門

ドイツ、アメリカ合衆国、キプロスに連絡幹部を配置している。

## 歴史
1909年に戦争（陸軍）省（War Office）の外局として秘密業務局（Secret Service Bureau）が設立された。これは現在の保安局と秘密情報部（MI6）両方の機能をもつものであったが国内課（Home Section）と外国課（Foreign Section）に分けられており、保安局はこのうちの前者にあたる。
1914年に第一次世界大戦が始まると戦争省本体に吸収、作戦部傘下におかれたが、1916年には新規に誕生した軍情報総局（DMI）へと移管された。この際第5課という課名が与えられたことがMI5（= Military Intelligence 5）という略称に繋がっている。
第1課から第4課までについては秘密情報部#名称を参照のこと
その後、1929年に国防保安局（Defence Security Service）、1931年に保安局（Security Service）とそれぞれ改称されているが、MI5の略称は公式サイトのURLにもなるなど、根強く残っている。
2009年10月5日、創設100年に合わせて、公認歴史書が出版された。

## 対テロ活動

### IRA対策
小説や映画とは異なり、歴史的にMI5は、アイルランドでは活動しておらず、IRA対策は、スコットランドヤードと現地警察の対テロ部署が行っていた。
しかしながら、冷戦終結と共に、テロ対策がMI5の重要な任務となった。1992年10月、F Branch（破壊活動対策）とK Branch（対スパイ）からT Branch（IRA対策）が創設され、IRA対策はMI5が主管することとなった。

### 国際テロ対策
2003年6月、国際テロの脅威の分析と評価のために、統合テロリズム分析センター (Joint Terrorism Analysis Centre; JTAC) が創設された。センターの定員は、100人であり、その内30人がMI5職員である。
JTAC所長は、MI5長官に従属するが、11省庁の職員が働く独立機構として活動している。JTACは、MI5のT Branchと密接に協力している。
JTACは、アメリカの国家テロ対策センター (National Counterterrorism Center; NCTC)、オーストラリアの国家脅威評価センター (National Threat Assessment Centre; NTAC)、カナダの統合脅威評価センター (Integrated Threat Assessment Centre; ITAC)、ニュージーランドの統合脅威評価グループ (Combined Threat Assessment Group; CTAG) と共に、対テロ・ネットワークを構成している。

## 歴代長官
| 代 | 名前                                   | 就任       | 退任       |
| -- | -------------------------------------- | ---------- | ---------- |
| 01 | バーノン・ケル陸軍少将                 | 1909年     | 1940年     |
| 02 | オズワルド・アレン・ハーカー陸軍准将   | 1940年     | 1941年     |
| 03 | デビッド・ペトリー                     | 1941年     | 1946年     |
| 04 | パーシー・シリトー                     | 1946年     | 1953年     |
| 05 | ディック・ゴールドスミス・ホワイト     | 1953年     | 1956年     |
| 06 | ロジャー・ホリス                       | 1956年     | 1965年     |
| 07 | マーティン・ファーニヴァル・ジョーンズ | 1965年     | 1972年     |
| 08 | マイケル・ヘンリー                     | 1972年     | 1979年     |
| 09 | ハワード・スミス                       | 1979年     | 1981年     |
| 10 | ジョン・ジョーンズ                     | 1981年     | 1985年     |
| 11 | アントニー・ダフ                       | 1985年     | 1988年     |
| 12 | パトリック・ウォーカー                 | 1988年     | 1992年     |
| 13 | ステラ・リミントン                     | 1992年     | 1996年     |
| 14 | スティーブン・レンダー                 | 1996年     | 2002年12月 |
| 15 | イライザ・マニンガム＝ブラー           | 2002年12月 | 2007年4月  |
| 16 | ジョナサン・エヴァンス                 | 2007年4月  | 2013年3月  |
| 17 | アンドリュー・パーカー                 | 2013年4月  | 2020年3月  |
| 18 | ケン・マッカラム                       | 2020年4月  | 現職       |

## フィクションへの登場

### テレビドラマ
『MI-5 英国機密諜報部』
『刑事フォイル』
『窓際のスパイ』

### ゲーム
『コール オブ デューティ モダン・ウォーフェア3』
マカロフ率いる超国家主義派が化学兵器を用いたテロを行うとの情報を入手し、化学兵器を搭載しているトラックの追跡を行うようにSASへ命令を下す。

### 映画
- 『オペレーション・ミンスミート -ナチを欺いた死体-』
- 『ローグ・エージェント(en:Rogue Agent (film))』 ‐ MI5の工作員を自称して多くの被害者を出した詐欺師の実話をもとにした2022年のイギリス映画